# Rosa boissieri
Rosa boissieri es una especie de planta del género Rosa, de la familia Rosaceae.

## Taxonomía
Rosa boissieri fue descrita por Crép. en 1869.

## Distribución
Se encuentra en el territorio de Irán, Irak y Turquía.